# Simulium dalmati
Simulium dalmati är en tvåvingeart som beskrevs av Vargas och Najera 1948. Simulium dalmati ingår i släktet Simulium och familjen knott. Inga underarter finns listade i Catalogue of Life.